# Verso nord
Verso nord, conosciuto anche come Il tramite, è un film del 2004 diretto da Stefano Reali.

## Trama
Un infermiere romano senza famiglia, dedito a traffici ospedalieri poco chiari, viene incaricato da un primario di fare un viaggio in auto, insieme ad un giovane disadattato pugliese. I due viaggiano dalla Puglia al confine con la Svizzera per accompagnare un bambino di colore immigrato clandestinamente. Nel corso del viaggio l'amicizia che si instaura fra i due uomini salverà la vita del bambino, inizialmente destinato al mercato del trapianto di organi.